# Psolidium djakonovi
Psolidium djakonovi is een zeekomkommer uit de familie Psolidae.
De wetenschappelijke naam van de soort werd in 1977 gepubliceerd door Z.I. Baranova.